# Gamma Cassiopeiae

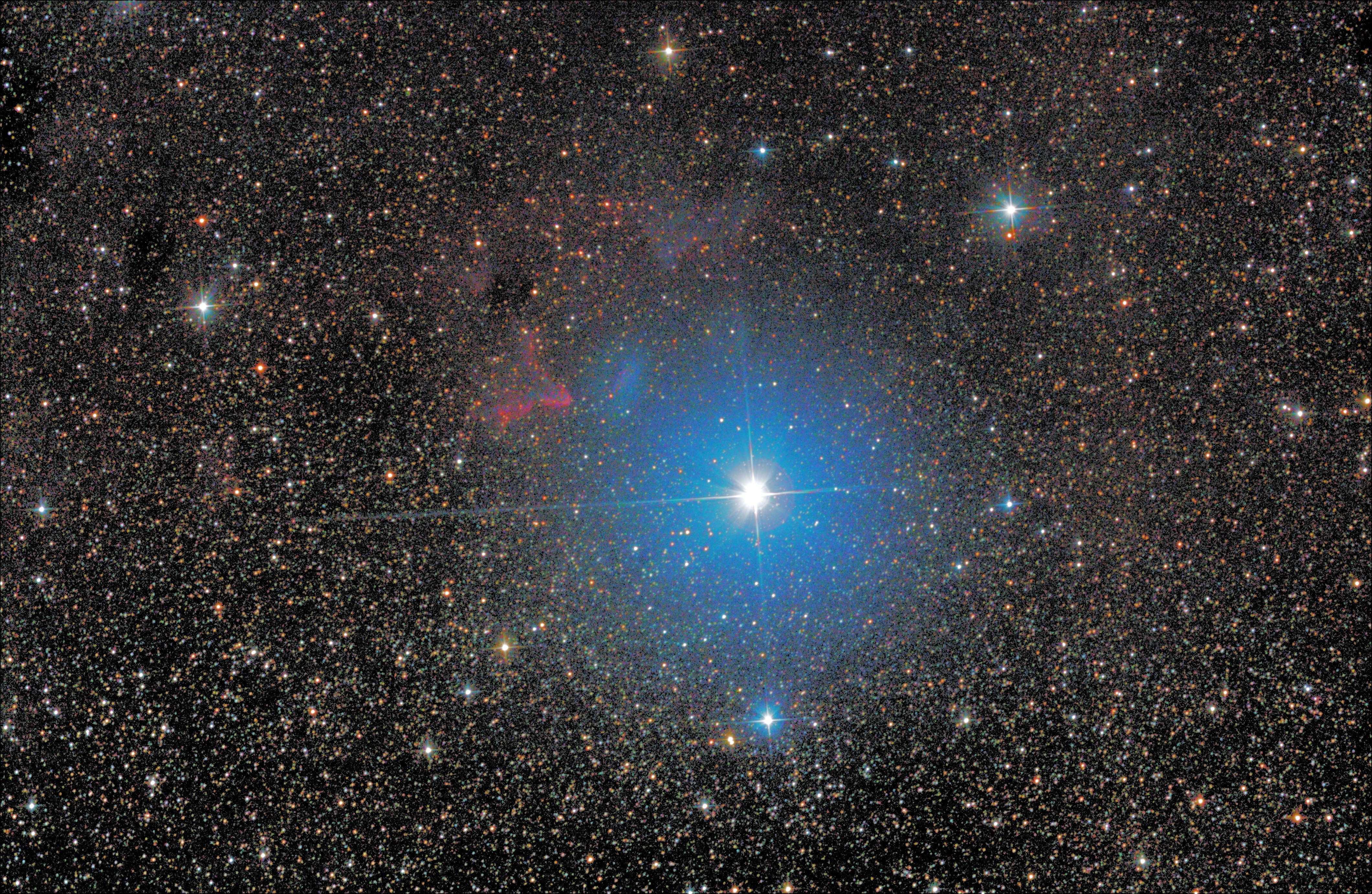
Estrella Gamma Cassiopeiae

Gamma Cassiopeiae (γ Cas / 27 Cassiopeiae / HD 5394 / HR 264) es una estrella variable en la constelación de Casiopea, situada en el centro de la característica «W» que forma la constelación. Su magnitud aparente varía de forma irregular entre +1.6 y +3.40. Así, su magnitud era +2.2 en 1937, +3.4 en 1940, +2.7 en 1965 y actualmente es +2.15. En su intensidad máxima supera en brillo a Schedar (α Cassiopeiae) y Caph (β Cassiopeiae). Es el arquetipo de un tipo de variables eruptivas llamadas variables Gamma Cassiopeiae. Aunque no tiene nombre tradicional occidental, en china recibe el nombre de 策 (Tsih, ‘látigo’).
Gamma Cassiopeiae es una subgigante azul de tipo espectral B0.5IV con una temperatura de 25 000 K. Su alta velocidad de rotación, superior a 300 km/s, hace que esté muy achatada hacia el ecuador. Ello provoca una pérdida de masa que forma un disco de «decreción» alrededor de la estrella. Las variaciones de brillo parecen estar relacionadas con esta pérdida de masa estelar. En su espectro se observan líneas de emisión de hidrógeno provenientes no de la estrella, sino del disco que la rodea. Ya en 1866 se observó que Gamma Cassiopeiae emitía luz en diferentes colores específicos asociados con el hidrógeno, siendo la primera estrella Be conocida.
Asimismo, Gamma Cassiopeiae es el prototipo de un grupo de estrellas emisoras de radiación X, unas diez veces más intensa que la emitida por otras estrellas B o Be. Históricamente se ha considerado que se producía por la materia que, proveniente de la estrella, caía hacia la superficie de una compañera —una enana blanca o una estrella de neutrones—. Otra interpretación más reciente sugiere que puede ser producida por la propia estrella. Su origen puede deberse a la interacción entre el campo magnético de la estrella y el disco existente a su alrededor.
Gamma Cassiopeiae es una binaria espectroscópica con un período orbital de unos 204 días. Se piensa que la masa de la estrella acompañante es similar a la del Sol. La distancia del sistema respecto al sistema solar es de aproximadamente 610 años luz.